# Veertien Punten

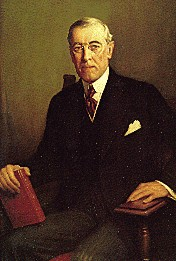
Woodrow Wilson.

De Veertien Punten is de naam gegeven aan een aantal voorstellen die de Amerikaanse president Woodrow Wilson op 8 januari 1918 in een rede aan het Amerikaans Congres bekendmaakte om een einde te maken aan de Eerste Wereldoorlog. De Verenigde Staten vochten in de oorlog aan de kant van de Entente, maar achtten zich niet gebonden aan afspraken die de geallieerden (met name Frankrijk, Groot-Brittannië en Italië) hadden gemaakt over hun oorlogsdoeleinden. Wilson hoopte met de Veertien Punten een billijke en duurzame vrede op te leggen. De nadruk van de veertien punten lag op het zelfbeschikkingsrecht der volken en het stichten van een Volkenbond.

## De veertien punten
Acht van de veertien Punten die tijdens de vredesbesprekingen van Versailles waren ingebracht moesten volgens Wilson verplicht door alle partijen worden ingevoerd:
1. Openbare vredesverdragen, openlijk gesloten, waarna er geen geheime internationale overeenkomsten van enige aard meer zullen bestaan. (Het verbod op geheime diplomatie.)
2. Absolute vrijheid van scheepvaart op zee, buiten de territoriale wateren, zowel in vredes- als in oorlogstijd.
3. Afschaffen, zoveel als mogelijk, van alle economische barrières − met een ander woord vrijhandel.
4. Uitwisselen van gepaste garanties om de nationale bewapening te herleiden tot het minimum dat verenigbaar is met de interne veiligheid. (Ontwapening)
5. Een vrije, breeddenkende en volstrekt onpartijdige regeling van alle koloniale afspraken, steunend op de stipte naleving van het principe dat − inzake het behandelen van alle dergelijke soevereiniteitskwesties − het belang van de betrokken volkeren even zwaar moet wegen als de billijke aanspraken van de regeringen wier bevoegdheid het betreft, dient geregeld te worden. (Dekolonisatie)
6. Ontruiming van alle Russische gebieden, een regeling van alle problemen betreffende Rusland... om Rusland een onbelemmerde gelegenheid te schenken zijn eigen politieke ontwikkeling en nationale organisaties te bepalen... met instellingen naar eigen keuze. (Zelfbestuur voor post-tsaristisch Rusland.)
7. België moet ontruimd en heropgebouwd worden zonder enige poging om zijn soevereiniteit te beperken, die het zoals alle andere volkeren geniet.
8. Een algemene Volkenbond moet opgericht worden onder welbepaalde overeenkomsten ten einde aan grote en kleine staten wederzijdse waarborgen te verstrekken van hun politieke onafhankelijkheid en territoriale onschendbaarheid.

De overige zes punten waren volgens Wilson niet onontbeerlijk, maar wenselijk:
1. Al het Franse grondgebied moet bevrijd worden en de bezette gebieden daarvan teruggegeven, en het onrecht, door Pruisen aan Frankrijk in 1871 aangedaan in verband met Elzas-Lotharingen, moet goedgemaakt worden. (Herziening van de Vrede van Frankfurt.)
2. Een herziening van de Italiaanse grenzen moet gebeuren volgens een duidelijk herkenbare scheiding van de nationaliteiten. (Regeling van de kwesties Istrië, Savoye, Valle d'Aosta, Triëst en Zuid-Tirol.)
3. De volkeren van Oostenrijk-Hongarije, wier plaats onder de naties wij gevrijwaard en verzekerd wensen te zien, moeten de meest vrije gelegenheid krijgen voor een autonome ontwikkeling. (Vrijmaking van de Slavische volkeren.)
4. Roemenië, Servië en Montenegro, dienen ontruimd te worden en de bezette gebieden teruggegeven, en Servië dient een vrije toegang tot de zee te krijgen.
5. De Turkse gedeelten van het huidige Ottomaanse Rijk moeten verzekerd zijn van hun onbetwiste soevereiniteit (onafhankelijkheid), maar de andere nationaliteiten die nu onder Turks bewind staan, moeten de verzekering krijgen van een veilig leven en een ongehinderde mogelijkheid tot zelfstandige ontwikkeling; tevens moeten de Dardanellen bestendig open blijven als een vrije doorvaartmogelijkheid, onder internationale garanties, voor handelsschepen van alle naties.
6. Een onafhankelijke Poolse staat moet opgericht worden en de gebieden bevatten die bewoond zijn door een onbetwistbaar Poolse bevolking: hij zou moeten verzekerd zijn van een vrije toegang tot de zee.

## Gevolgen
De Veertien Punten waren door Wilson opgesteld zonder overleg met de geallieerden en die voelden zich er dan ook niet aan gebonden. Groot-Brittannië was tegen de vrijheid op zee. Frankrijk eiste herstelbetalingen voor de opgelopen schade − waar in de Veertien Punten niet over werd gesproken − en de annexatie van Saarland. Italië wilde meer grondgebied dan wat het volgens de Veertien Punten kon krijgen.
Duitsland van zijn kant zag er na zijn mislukt offensief van het voorjaar van 1918 een manier in om de oorlog zonder al te veel nadeel te beëindigen. Het vroeg in oktober van dat jaar een wapenstilstand op basis van de Veertien Punten, maar de uiteindelijke wapenstilstand van 11 november 1918 kwam neer op een verkapte capitulatie.
Onder druk van Wilson vormden de Veertien Punten de basis voor de vredesconferentie van Parijs, maar er werd uiteindelijk op veel gebieden van afgeweken. Het Verdrag van Versailles was voor Duitsland dan ook een zware teleurstelling, hoewel vele bepalingen van het verdrag (zoals die over Elzas-Lotharingen en Polen) juist het gevolg van de Veertien Punten waren.
Van vrijhandel kwam niets terecht. Ontwapening werd alleen geëist van Duitsland en de andere verslagen landen. De bepaling over de koloniën had alleen tot gevolg dat de vroegere Duitse kolonies en grote dele van het Ottomaanse Rijk voortaan als mandaatgebieden van de Volkenbond door de geallieerden werden bestuurd.